# Jeffrey Young
Le Dr Jeffrey E. Young est un psychologue américain. Il a eu une formation cognitivo-comportementale, puis a été directeur de recherche auprès de Aaron Beck qui faisait des études en thérapie cognitive. Young est notamment connu pour avoir développé la schémathérapie après avoir fait le constat que la thérapie cognitive avait des limites, notamment auprès des personnes ayant des troubles de la personnalité. Il est également le fondateur du Schema Therapy Institute.

## Parcours universitaire
Après 4 ans à se former à l'Université Yale auprès d'Arnold Lazarus et d'Albert Ellis, il décide d'aller à l'université de Pennsylvanie pour se former à la thérapie comportementale avec Joseph Wolpe et à la thérapie cognitive avec Aaron Beck et en 1979, obtient un diplôme d'études supérieure. Par la suite, A. Beck lui propose d'intégrer son équipe au sein de son institut. Il devient directeur de recherche et accompagne régulièrement A. Beck lors de ses conférences. Les travaux de Beck portaient principalement sur le trouble dépressif majeur, ce qui a entrainé Young a ne se confronter qu'à cette pathologie car au sein du Beck Institute les patients et patientes étaient donc sélectionnés pour les besoins des travaux. Dans les années 1980, Young fera également la connaissance d'une nouvelle méthode qui l'influencera sur la suite de son parcours: la Gestalt-thérapie.

## De la thérapie cognitive à la thérapie des schémas
En 1984, il décide de partir à Manhattan pour ouvrir son propre cabinet de thérapie cognitive. En ouvrant son cabinet, Young a été confronté à d'autres types de pathologies, notamment les troubles de la personnalité. Avec un groupe de collègues, ils font le constat que la thérapie telle que pratiquée par Beck, ne suffit pas pour la prise en charge de ces troubles et ils commencent donc à réfléchir aux moyen d'adapter la thérapie pour qu'elle puisse traiter ce type de patients ou patientes.
Pour ce faire, en 1985, un groupe de réflexion est créé, ce qui amène notamment à se concentrer sur les schémas cognitifs, présents dans la thérapie de Beck, pour ne se préoccuper que de ceux créés dans l'enfance. À la suite de quoi, la notion de schémas précoces inadaptés a vu le jour. Des études de cas clinique [réf. nécessaire] permettent plusieurs modifications de la théorie cognitive jusqu'en 1998, ainsi fut créée la thérapie des schémas.

## Publications et société
En 1990, un livre à destination des professionnels est publié Cognitive therapy for personality disorders: a shema focused approach et présente les bases de la thérapie des schémas. En 1993, un ouvrage à destination du grand public intitulé Je réinvente ma vie est publié. Enfin, en 2003, Young publie un livre appelé La thérapie des schémas, afin de donner aux professionnels ses principes et méthodes qu'il recommande.
En 2006, à Stockholm, se tient la première rencontre avec sa société: International society for Schema Therapy.